# Relações Exteriores de San Marino
San Marino é um membro independente e soberano da comunidade internacional. Mantém uma extensa rede diplomática em relação ao seu tamanho diminuto, bem como uma política externa ativa e presença internacional.

## Organizações internacionais
Entre outras organizações internacionais, San Marino é membro pleno das seguintes organizações internacionais:
- Nações Unidas
- Tribunal Internacional de Justiça
- Organização das Nações Unidas para a Educação, a Ciência e a Cultura (UNESCO)
- Fundo Monetário Internacional (FMI)
- Organização Mundial da Saúde (OMS)
- Organização Mundial do Turismo (OMT)
- concelho Europeu
- Comitê Internacional da Cruz Vermelha
- Tribunal Penal Internacional (TPI)
- Instituição Internacional para a Unificação do Direito Privado (UNIDROIT)

Também coopera com a UNICEF e o Alto Comissariado das Nações Unidas para os Refugiados e mantém relações oficiais com a União Europeia. o iio oi oioi oioi oioi oi oioioi io iooi io oiio io oi
De 10 de maio a 6 de novembro de 1990, San Marino ocupou a presidência semestral do Comitê de Ministros do Conselho da Europa . A segunda Presidência de San Marino do Comitê de Ministros do Conselho da Europa foi de novembro de 2006 até maio de 2007

## Relações diplomáticas
A partir de 2021, San Marino mantém relações diplomáticas com 145 membros das Nações Unidas, Santa Sé, Kosovo e a Soberana Ordem Militar de Malta e, além disso, mantém relações consulares com o Haiti e o Irã :

Países com os quais San Marino mantém relações diplomáticas (desde outubro de 2022)

## Visitas e comentários do Secretário-Geral da ONU
De 31 de março a 1º de abril de 2013, o Secretário-Geral das Nações Unidas, Ban Ki-moon, foi o orador oficial por ocasião do recém-eleito Capitão Regente. “Embora este país seja pequeno, a vossa importância para as Nações Unidas é tão alta como o Monte Titano ”, disse o Secretário-Geral aos mais altos funcionários do país, os dois Capitães Regentes, referindo-se aos 739 metros Património Mundial da UNESCO. O Sr. Ban também observou que o país aceitou cinco vezes mais refugiados do que sua população durante a Segunda Guerra Mundial e elogiou sua ênfase na proteção dos direitos humanos. Esta foi a segunda visita de um secretário-geral da ONU a San Marino, sendo a primeira a visita de Boutrous Boutrous-Gali em 1996.

## Relações bilaterais
| Country                | Formal relations began on | Notes |
| ---------------------- | ------------------------- | --- |
| Andorra                | 30 November 1995          | - Andorra is accredited to San Marino from its Ministry of Foreign Affairs based in Andorra la Vella. - San Marino does not have an accreditation to Andorra. |
| Armenia                | 17 October 2006           | - Armenia is accredited to San Marino from its embassy in Rome, Italy. - San Marino is accredited to Armenia from its Ministry of Foreign Affairs in San Marino. |
| Austria                | 2 April 1987              | - Austria is accredited to San Marino from its embassy in Rome, Italy and maintains an honorary consulate in the City of San Marino. - San Marino has an embassy in Vienna. |
| Azerbaijan             | 19 April 2002             | - Azerbaijan is accredited to San Marino from its embassy in Rome, Italy. - San Marino maintains an honorary consulate in Baku. |
| Belgium                | 26 March 1985             | - Belgium is accredited to San Marino from its embassy in Rome, Italy. - San Marino has an embassy in Brussels. |
| Bosnia and Herzegovina | 21 November 1996          | - Bosnia and Herzegovina is accredited to San Marino from its embassy in Rome, Italy. - San Marino has an embassy in Sarajevo. |
| Canada                 | 1926                      | - Canada is accredited to San Marino from its embassy in Rome, Italy. - San Marino is accredited to Canada from its embassy in New York, United States. |
| China                  | 6 May 1971                | See China–San Marino relations - China is accredited to San Marino from its embassy in Rome, Italy. - San Marino is accredited to China from its Ministry of Foreign Affairs in San Marino. |
| Denmark                | 3 November 1992           | - Denmark is accredited to San Marino from its embassy in Rome, Italy. - San Marino is accredited to Denmark from its Ministry of Foreign Affairs in San Marino. |
| Finland                | 27 February 1996          | - Finland is accredited to San Marino from its embassy in Rome, Italy. - San Marino is accredited to Finland from its Ministry of Foreign Affairs in San Marino. |
| France                 | 15 May 1965               | - France is accredited to San Marino from its embassy in Rome, Italy and maintains an honorary consulate in the City of San Marino. - San Marino has an embassy in Paris. |
| Germany                | 1 October 1995            | See Germany–San Marino relations - Germany is accredited to San Marino from its embassy in Rome, Italy. - San Marino is accredited to Germany from its Ministry of Foreign Affairs in San Marino. |
| Greece                 | 20 November 1979          | - Greece is accredited to San Marino from its embassy in Rome, Italy. - San Marino is accredited to Greece from its Ministry of Foreign Affairs in San Marino. |
| Vaticano               | 18 January 1986           | - Holy See has an Apostolic Nunciature in the City of San Marino. - San Marino has an embassy in Rome to the Holy See. |
| Italy                  |                           | See Italy–San Marino relations - Italy has an embassy in the City of San Marino. - San Marino has an embassy in Rome. |
| Indonesia              | 9 December 2011           | - Indonesia is accredited to San Marino from its embassy in Rome, Italy. - San Marino has an embassy in Jakarta. |
| Japan                  | 1961                      | See Japan–San Marino relations - Japan is accredited to San Marino from its embassy in Rome, Italy. - San Marino has an embassy in Tokyo. |
| Malta                  | 7 December 1981           | - Malta is accredited to San Marino from its embassy in Rome, Italy. - San Marino is accredited to Malta from its Ministry of Foreign Affairs in San Marino. |
| Monaco                 | 1 June 2006               | - Monaco is accredited to San Marino from its embassy in Rome, Italy. - San Marino is accredited to Monaco from its Permanent Mission to the Council of Europe in Strasbourg, France. |
| Mexico                 | 17 January 1977           | - Mexico is accredited to San Marino from its embassy in Rome, Italy and maintains an honorary consulate in the City of San Marino. - San Marino is accredited to Mexico from its Ministry of Foreign Affairs in San Marino. |
| Netherlands            |                           | - Netherlands is accredited to San Marino from its embassy in Rome, Italy. - San Marino is accredited to Netherlands from its Ministry of Foreign Affairs in San Marino. |
| Poland                 | 3 December 1979           | - Poland is accredited to San Marino from its embassy in Rome, Italy. - San Marino is accredited to Poland from its Ministry of Foreign Affairs in San Marino. |
| Russia                 | 30 September 1993         | - Russia is accredited to San Marino from its embassy in Rome, Italy. - San Marino is accredited to Russia from its embassy in Rome, Italy. On 1 March 2023, the Grand and General Council of San Marino authorised the country's government to take sanctions against Russia for the invasion of Ukraine. Russia has included San Marino in an Unfriendly List. |
| South Korea            | 22 August 2000            | - San Marino opened an Honorary Consulate General in Seoul in February 2003. - South Korea is accredited to San Marino from its embassy in Rome, Italy. - San Marino–South Korea relations |
| Spain                  | 31 March 1978             | - San Marino has an embassy in Madrid. - Spain is accredited to San Marino from its embassy in Rome, Italy. |
| Switzerland            | 10 July 1995              | - San Marino is accredited to Switzerland from its Permanent Mission to the United Nations in Geneva. - Switzerland is accredited to San Marino from its embassy in Rome, Italy. |
| Turkey                 | 17 December 2005          | - San Marino is accredited to Turkey from its Ministry of Foreign Affairs in San Marino. - Turkey is accredited to San Marino from its embassy in Rome, Italy. |
| Ukraine                | 24 March 1995             | - San Marino is accredited to Ukraine from its Ministry of Foreign Affairs in San Marino. - Ukraine is accredited to San Marino from its embassy in Rome, Italy. |
| United Kingdom         | 18 November 1998          | See San Marino–United Kingdom relations - San Marino is accredited to the United Kingdom from its Ministry of Foreign Affairs in San Marino. - United Kingdom is accredited to San Marino from its embassy in Rome, Italy. - Both countries are full members of the Council of Europe.                                                                           |
| United States          | 16 January 1925           | See San Marino–United States relations - San Marino has an embassy in New York. - United States is accredited to San Marino from its embassy in Rome, Italy. United States was the first non-European state recognizing official diplomatic relations with San Marino.                                                                                           |